# Fargo (film)
Fargo este un film de comedie neagră-crimă din anul 1996, scris, produs și regizat de Joel și Ethan Coen. Frances McDormand joacă rolul lui Marge Gunderson, șefa poliției din Brainerd, Minnesota, care investighează o crimă triplă ce a avut loc pe un drum. William H. Macy joacă rolul unui agent de vânzări de automobile, care angajează doi criminali (Steve Buscemi și Peter Stormare) ca să-i răpească nevasta, pentru a obține o parte din răscumpărare de la tatăl acesteia, un om bogat (Harve Presnell).

## Distribuție
- Frances McDormand - Marge Gunderson
- William H. Macy - Jerry Lundegaard
- Steve Buscemi - Carl Showalter
- Peter Stormare - Gaear Grimsrud
- Harve Presnell - Wade Gustafson
- Kristin Rudrüd - Jean Lundegaard
- Tony Denman - Scotty Lundegaard
- Steve Reevis - Shep Proudfoot
- Larry Brandenburg - Stan Grossman
- John Carroll Lynch - Norm Gunderson
- Steve Park - Mike Yanagita
- Larissa Kokernot și Melissa Peterman - Hookers
- Bain Boehlke - Mr. Mohra
- Warren Keith - Reilly Diefenbach
- José Feliciano
- Gary Houston - Irate Customer
- Sally Wingert - Irate Customer's Wife
- Bruce Campbell - Alan Stuart